# Papyrus Reinhardt
Der Papyrus Reinhardt, ein altägyptischer Papyrus, befindet sich heute im Ägyptischen Museum Berlin mit der Museum Nummer P 3063. Er wurde von Carl Reinhardt (1856–1903) in Ägypten wahrscheinlich zwischen den Jahren 1885 und 1888 erworben und spätestens 1888 an das Museum verkauft. Bei dem Papyrus handelt es sich um zahlreiche kleine und größere Fragmente, die einst zu einem einzigen Dokument gehörten.
Der Papyrus Reinhardt datiert mit hoher Wahrscheinlichkeit in die 21. Dynastie, um 950 v. Chr. Es handelt sich um ein Landregister von Feldern im 10. oberägyptischen Gau (Wadjit). Der Papyrus listet einzelne Felder auf. Er gibt den Namen des Besitzers an, wobei es sich meist um den Amun-Tempel in Theben handelt. Darauf folgt der Name eines Verwalters, bei dem es sich meist um einen hohen Beamten handelt, und es folgt schließlich der Name der Person, die das Feld beackert. Hier handelt es sich um niedere Beamte, aber auch um Soldaten. Es ist nicht sicher, ob die letzteren Personen wirklich das Feld bestellten oder noch weitere Bauern unter sich hatten, die im Papyrus nicht genannt werden. Schließlich werden Kornmengen genannt, die die einzelnen Felder erbringen.